# شاهدخت ولز
شاهدخت ولز (ویلزی: Tywysoges Cymru) عنوانی می باشد که برای اولین بار توسط همسر شاهزاده بومی ولز برگزار شد. از قرن چهاردهم، همسر وارث ظاهری تاج و تخت انگلیس و بعداً بریتانیا از آن استفاده می‌کرد. دارنده عنوان فعلی کاترین، همسر ویلیام، شاهزاده ولز است.

## شاهدخت های بومی ولز

### اصل و نسب
استفاده بومی از عنوان «شاهزاده ولز» در قرن یازدهم به عنوان شکل مدرنی از سلطنت عالی قدیمی بریتانیایی‌ها بیشتر ظاهر شد. ولزی‌ها در اصل پادشاهان بلندپایه بریتانیایی‌ها بوده اند. اما ادعای پادشاهی والای بریتانیای رومانی-بریتانیایی متأخر پس از مرگ کادوالدر در سال ۶۶۴ دیگر واقع بینانه نبود. Caldwell همچنین به شدت با نماد اژدهای سرخ ولز مرتبط بود. شاهزادگان دوره قرون وسطی عمدتاً از غرب ولز، عمدتاً گویند، تبار بودند. آنها قدرت قابل توجهی داشتند که به آنها اجازه می‌داد تا فراتر از مرزهای پادشاهی خود ادعای قدرت کنند.

### تاریخ
تنها همسر یک شاهزاده ولزی که به‌طور قطع نشان داده شده‌است که از این عنوان استفاده کرده‌است، النور دو مونتفورت، عروس انگلیسی Llewellyn AP Gruff، آخرین شاهزاده بومی ولز می باشد. النور مدت کوتاهی پس از به دنیا آوردن تنها فرزندشان به نام گوئنلیان درگذشت که در کودکی پس از مرگ پدرش اسیر شد. گوئنلیان تنها شاهزاده خانم بومی ولز بود که به عنوان شاهزاده خانم ولز توصیف شد. ادوارد اول او را در پناهگاه سمپرینگهام در لینکلن‌شایر بزرگ کرد، دور از جایی که شورشیان ولزی می‌توانستند او را پیدا کنند، و یک بار از پاپ درخواست کرد تا با نوشتن این جمله که «... در اینجا شاهزاده خانم ولز نگهداری می‌شود. باید حفظ شود."

### فهرست
| تصویر | نام                        | تولد      | همسر                 | مرگ          | یادداشت                                                                           |
| ----- | -------------------------- | --------- | -------------------- | ------------ | --------------------------------------------------------------------------------- |
|       | جوآن، بانوی ولز            | 1191      | Llywelyn the Great   | ۲ فوریه ۱۲۳۷ | Proposed to have been Princess of Wales.                                          |
|       | Isabella de Braose         | 1222      | Dafydd ap Llywelyn   | 1248         | Proposed to have been Princess of Wales.                                          |
|       | Eleanor de Montfort        | 1252      | Llywelyn ap Gruffydd | ۱۹ ژوئن ۱۲۸۲ |                                                                                   |
|       | Elizabeth Ferrers          | 1250      | Dafydd ap Gruffydd   | 1300         | Proposed to have been Princess of Wales.                                          |
|       | Gwenllian of Wales         | ژوئن ۱۲۸۲ |                      | ۷ ژوئن ۱۳۳۷  | Daughter of Llywelyn ap Gruffydd. Imprisoned in a priory by ادوارد یکم.           |
|       | Margaret Hanmer            | ۱۳۷۰      | Owain Glyndŵr        | ۱۴۲۰         | Later attributed.                                                                 |
|       | Catrin ferch Owain Glyndŵr |           | Edmund Mortimer      | ۱۴۱۳         | Daughter of Owain Glyndŵr. Abducted and imprisoned in the برج لندن by هنری چهارم. |

## همسر ورثه ظاهری
اگرچه این عنوان به خودی خود اعطا نشده است، ملکه آینده ماری اول، در دوران جوانی، توسط پدرش، پادشاه هنری هشتم، سرمایه‌گذاری کرد و بسیاری از حقوق و املاکی که به‌طور سنتی به شاهزاده ولز داده می‌شد، از جمله استفاده از مقامات رسمی. مهر ولز برای مکاتبات در بیشتر دوران کودکی، مری تنها وارث مشروع پدرش بود، و به همین دلیل، اغلب از او به عنوان «شاهزاده خانم ولز» یاد می‌شد، اگرچه هنری هرگز به‌طور رسمی او را به عنوان چنین خلق نکرده است. به عنوان مثال، محقق اسپانیایی خوان لوئیس ویوز Satellitium Animi خود را به «Dominæ Mariæ Cambriæ Principi, Henrici Octavi Angliæ Regis Filiæ» تقدیم کرد.
سیاستمداران ولزی پیشنهاد کردند که شاهزاده الیزابت در هجدهمین سالگرد تولدش به عنوان پرنسس ولز انتخاب شود، اما پادشاه جورج ششم این ایده را رد کرد زیرا احساس می‌کرد چنین عنوانی تنها به همسر یکی از شاهزاده‌های ولز تعلق دارد و شاهزاده ولز همیشه وارث ظاهری آن بوده‌است.
کامیلا، همسر دوم چارلز سوم، از سال ۲۰۰۵ تا ۲۰۲۲ شاهزاده خانم ولز بود، اما به دلیل ارتباط عمومی آن با همسر اول همسرش، لیدی دایانا اسپنسر، از این عنوان استفاده نکرد.

### فهرست
| نام | نام قبلی                        | زاده            | Marriage                             | شاهزاده ولز شد                       | همسر                 | تغییر                                                                              | درگذشت         |
| --- | ------------------------------- | --------------- | ------------------------------------ | ------------------------------------ | -------------------- | ---------------------------------------------------------------------------------- | -------------- |
|     | Joan of Kent                    | ۱۹ سپتامبر ۱۳۲۸ | ۱۰ اکتبر ۱۳۶۱                        | ۱۰ اکتبر ۱۳۶۱                        | ادوارد، شاهزاده سیاه | 7 June 1376 (husband's death)                                                      | ۷ اوت ۱۳۸۵     |
|     | آن نویل                         | ۱۱ ژوئن ۱۴۵۶    | ۱۳ دسامبر ۱۴۷۰                       | ۱۳ دسامبر ۱۴۷۰                       | ادوارد وست‌مینستر     | 4 May 1471 (husband's death)                                                       | ۱۶ مارس ۱۴۸۵   |
|     | کاترین آراگون                   | ۱۶ دسامبر ۱۴۸۵  | 1۹ مه ۱۴۹۹ (by proxy) ۱۴ نوامبر ۱۵۰۱ | 1۹ مه ۱۴۹۹ (by proxy) ۱۴ نوامبر ۱۵۰۱ | آرتور، شاهزاده ولز   | 2 April 1502 (husband's death)                                                     | ۷ ژانویه ۱۵۳۶  |
|     | کارولین آنسباخ                  | ۱ مارس ۱۶۸۳     | ۲۲ اوت ۱۷۰۵                          | ۲۷ سپتامبر ۱۷۱۴                      | جرج دوم              | 11 June 1727 (husband's accession as George II)                                    | ۲۰ نوامبر ۱۷۳۷ |
|     | Augusta of Saxe-Gotha-Altenburg | ۳۰ نوامبر ۱۷۱۹  | ۱۷ آوریل ۱۷۳۶                        | ۱۷ آوریل ۱۷۳۶                        | فردریک، شاهزاده ولز  | 31 March 1751 (husband's death)                                                    | ۸ فوریه ۱۷۷۲   |
|     | کارولین براونشوایگ              | ۱۷ مه ۱۷۶۸      | ۸ آوریل ۱۷۹۵                         | ۸ آوریل ۱۷۹۵                         | جرج چهارم            | 29 January 1820 (husband's accession as George IV)                                 | ۷ اوت ۱۸۲۱     |
|     | الکساندرای دانمارک              | ۱ دسامبر ۱۸۴۴   | ۱۰ مارس ۱۸۶۳                         | ۱۰ مارس ۱۸۶۳                         | ادوارد هفتم          | 22 January 1901 (husband's accession as Edward VII)                                | ۲۰ نوامبر ۱۹۲۵ |
|     | ماری تک                         | ۲۶ مه ۱۸۶۷      | ۶ ژوئیه ۱۸۹۳                         | ۹ نوامبر ۱۹۰۱                        | جرج پنجم             | 6 May 1910 (husband's accession as George V)                                       | ۲۴ مارس ۱۹۵۳   |
|     | دایانا اسپنسر                   | ۱ ژوئیه ۱۹۶۱    | ۲۹ ژوئیه ۱۹۸۱                        | ۲۹ ژوئیه ۱۹۸۱                        | چارلز سوم            | 28 August 1996 (divorced) then titled Diana, Princess of Wales                     | ۳۱ اوت ۱۹۹۷    |
|     | کامیلا پارکر بولز               | ۱۷ ژوئیه ۱۹۴۷   | ۹ آوریل ۲۰۰۵                         | ۹ آوریل ۲۰۰۵                         | چارلز سوم            | 8 September 2022 known as Duchess of Cornwall (husband's accession as Charles III) | living         |
|     | کاترین میدلتون                  | ۹ ژانویه ۱۹۸۲   | ۲۹ آوریل ۲۰۱۱                        | ۹ سپتامبر ۲۰۲۲                       | ویلیام، شاهزاده ولز  |                                                                                    |                |

## کتابشناسی - فهرست کتب
- شاهزاده خانم‌های ولز اثر دبورا فیشر. انتشارات دانشگاه ولز، ۲۰۰۵.
- 'Tystiolaeth Garth Celyn' Y Traethodydd 1998ISSN 0969-8930

## بیشتر خواندن
- Fryer, M.; Mary Beacock Fryer; Arthur Bousfield; Garry Toffoli (1983). Lives of the Princesses of Wales. Toronto: Dundern Press Limited. ISBN 978-0-919670-69-3.